# Premis del Sindicat Nacional de l'Espectacle de 1948
Els vuitens Premis Nacionals de Cinematografia concedits pel Sindicat Nacional de l'Espectacle corresponents a 1947 es van concedir el 1948. Es va concedir únicament a les pel·lícules i no pas al director o als artistes, i es va distingir per la seva dotació econòmica. A partir d'aquesta edició es van repartir un total de 2.250.000 pessetes, repartits en un premi de 500.000 pessetes, un de 450.000 pessetes, un de 400.000 pessetes, un de 350.000 pessetes, un de 300.000 pessetes i un altre de 250.000 pessetes. En aquesta edició, a més, es va entregar un accèssit especial de 250.000 pessetes i es va fer una menció especial per dues més. Algunes d'elles havien estat declarades "d'interès nacional".

## Guardonats de 1948
| Categoria       | Premi       | Pel·lícula premiada      | Director                   |
| --------------- | ----------- | ------------------------ | -------------------------- |
| 1r. lloc        | 500.000 pts | Locura de amor           | Juan de Orduña             |
| 2n lloc         | 450.000 pts | Botón de ancla           | Ramón Torrado              |
| 3r lloc         | 400.000 pts | Don Quijote de la Mancha | Rafael Gil                 |
| 4t lloc         | 350.000 pts | La calle sin sol         | Rafael Gil                 |
| 5è lloc         | 300.000 pts | Las aguas bajan negras   | José Luis Sáenz de Heredia |
| 6è lloc         | 250.000 pts | Don Juan de Serrallonga  | Ricardo Gascón             |
| Accèssit        | 250.000 pts | En un rincón de España   | Jerónimo Mihura Santos     |
| Menció especial | -           | Mare Nostrum             | Rafael Gil                 |
| Menció especial | -           | El marqués de Salamanca  | Edgar Neville              |
| Millor guió     | 40.000 pts  | La muralla feliz         | Enrique Herreros           |